# 变形甲藻目
變形甲藻目（Dinamoebidiales） 為藻類植物之一植物目。該植物於植物分類表上，歸於甲藻門 (Pyrrophyta)橫裂甲藻綱（Dinophyceae），同綱者尚有多甲藻目（Peridi-niales）等等。